# العلاقات المالديفية الكوبية
العلاقات المالديفية الكوبية هي العلاقات الثنائية التي تجمع بين المالديف وكوبا.

## مقارنة بين البلدين
هذه مقارنة عامة ومرجعية للدولتين:
| وجه المقارنة                                              | [[تصنيف:صفحات تستخدم رمز علم غير موجود\|]] المالديف | كوبا                              |
| --------------------------------------------------------- | --------------------------------------------------- | --------------------------------- |
| المساحة (كم2)                                             | 298                                                 | 109.88 ألف                        |
| عدد السكان (نسمة)                                         | 436.33 ألف                                          | 11.48 مليون                       |
| الكثافة السكانية (ن./كم²)                                 | 146.42 ألف                                          | 104.48                            |
| العاصمة                                                   | ماليه                                               | هافانا                            |
| اللغة الرسمية                                             | اللغة الديفهي                                       | اللغة الإسبانية                   |
| العملة                                                    | روفيه مالديفية                                      | بيزو كوبي، بيزو كوبي قابل للتحويل |
| الناتج المحلي الإجمالي (بليون دولار)                      | 4.60 مليار                                          | 87.13 مليار                       |
| الناتج المحلي الإجمالي (تعادل القوة الشرائية) بليون دولار | 5.23 مليار                                          |                                   |
| الناتج المحلي الإجمالي الاسمي للفرد دولار أمريكي          | 8.39 ألف                                            |                                   |
| الناتج المحلي الإجمالي للفرد دولار أمريكي                 | 12.53 ألف                                           |                                   |
| مؤشر التنمية البشرية                                      | 0.706                                               | 0.769                             |
| رمز المكالمات الدولي                                      | +960                                                | +53                               |
| رمز الإنترنت                                              | .mv                                                 | .cu                               |
| المنطقة الزمنية                                           | ت ع م+05:00                                         | 00                                |

## منظمات دولية مشتركة
يشترك البلدان في عضوية مجموعة من المنظمات الدولية، منها:
| علم المنظمة | اسم المنظمة                   | تاريخ انضمام المالديف | تاريخ انضمام كوبا |
| ----------- | ----------------------------- | --------------------- | ----------------- |
|             | يونسكو                        | 18 يوليو 1980         | 29 أغسطس 1947     |
|             | منظمة حظر الأسلحة الكيميائية  | ?                     | ?                 |
|             | منظمة التجارة العالمية        | ?                     | ?                 |
|             | الاتحاد البريدي العالمي       | ?                     | ?                 |
|             | منظمة الشرطة الجنائية الدولية | ?                     | ?                 |
|             | الأمم المتحدة                 | 21 سبتمبر 1965        | 24 أكتوبر 1945    |
|             | الاتحاد الدولي للاتصالات      | 28 فبراير 1967        | 16 يناير 1918     |
|             | تحالف الدول الجزرية الصغيرة   | ?                     | ?                 |

## وصلات خارجية
- موقع وزارة الخارجية المالديفية
- موقع وزارة الخارجية الكوبية